# IFK Bergshamra
Idrottsföreningen Kamraterna Bergshamra förkortat IFK Bergshamra, är en svensk idrottsförening i Bergshamra i Solna kommun. Den grundades av Bergshamrabon Tony Hansson den 23 mars 1960. IFK Bergshamra har bland annat ett fotbollslag och ett innebandylag. Mellan 1992 och 1995 var klubben sammanslagen med Ulriksdals SK i Ulriksdal/Bergshamra SK.

## Historik
IFK Bergshamra bildades den 23 mars 1960 av Bergshamrabon Tony Hansson. En dag i mars 1960 tittade han på några pojkar som spelade fotboll och insåg då behovet av en lokal idrottsförening i det då nybyggda bostadsområdet, och kallade därför till ett möte där ett pojklag bildades. Det blev IFK Bergshamras första lag.
Bert Enbom sålde under decennier bingolotter på Bergshamra torg och såg därmed till att det var gratis att spela i IFK Bergshamra. Han var även tränare upp till över 80 års ålder och gjorde emellanåt inhopp även på plan.
År 2014 hade det inte funnits någon barnverksamhet överhuvudtaget på fotbollssidan på många år. Då andra lag inte ville starta något flicklag bestämde sig ett antal engagerade föräldrar för att dra igång ett fotbollslag för flickor. Redan året efter ville pojkarna vara med och laget har sedan dess växt lavinartat och har nu över 200 aktiva spelare i barn- och ungdomssektionen. Antalet spelare växer stadigt för varje år när nya årskullar med femåringar välkomnas in i föreningen.
På 1990-talet bytte föreningen namn till Ulriksdal/Bergshamra SK efter en sammanslagning med Ulriksdals SK. Sammanslagningen upplöstes efter säsongen 1995.
År 2014 startade klubben en fotbollsverksamhet för flickor och året därpå fotbollsverksamhet för pojkar. Det finns fotbollsträning för flickor mellan 5 och 4 år och för pojkar i åldern 5–13 år.
IFK Bergshamra har ett seniorlag i herrfotbollens division 6. Krister Nordin (länge lagkapten i AIK:s seniorlag) inledde sin karriär i IFK Bergshamra.